# America Young

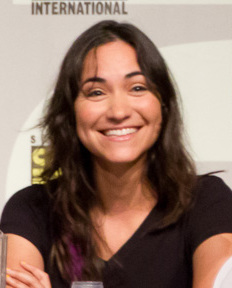
America Young auf der San Diego Comic-Con im Jahr 2012

America Young (* 6. Dezember 1984 in Santa Fe, New Mexico) ist eine US-amerikanische Schauspielerin, Synchronsprecherin, Regisseurin, Stuntfrau und -koordinatorin.

## Leben
America Young sammelte über Jahre hinweg Erfahrungen als Stuntfrau und -koordinatorin. Sie war unter anderem an Projekten für Warner Bros, Netflix, Lifetime und Cannal Plus sowie verschiedenen Videospielproduktionen beteiligt.
Neben der Arbeit als Stuntkoordinatorin, hat sich Young auch der Regie zugewandt. Sie ist dafür bekannt, Schauspieler in Komödien und Dramen zu Höchstleistungen zu motivieren. Dabei gelingt es ihr, subtile und tiefgründige Elemente einer Geschichte visuell auf die Leinwand zu projizieren. Americas erster Spielfilm, The Concessionaires Must Die!, erschien im Jahr 2017 und entstand unter Mitwirkung des Executive Producers Stan Lee.
Im Jahr 2014 gründete Young das Chimaera Project. Die gemeinnützige Organistaion unterstützt Frauen und nicht binäre Personen in der Film- und Medienbranche.
America Young war maßgeblich am Rebranding der Marke Barbie im Jahr 2015 beteiligt. Sie übernahm die Regie für den Barbie Vlog und lieh der namensgebenden Figur ihre Stimme. Die Videoreihe wurde auf YouTube veröffentlicht und verzeichnete dort über 150.000 Views. In der Zeit ihres Wirkens auf dem offiziellen Kanal, stieg die Zahl der Abbonenten von 500.000 auf fast 11,6 Millionen.

## Filmografie

### Als Darstellerin

#### Filme
- 2004: Great Lengths (Kurzfilm)
- 2004: Thomas Grey’s Rainy Day (Kurzfilm)
- 2004: Starkweather
- 2004: Toi and Poochie
- 2005: Promtroversy
- 2005: Evil’s City
- 2006: Daños del amor (Kurzfilm)
- 2006: Ghost Hunters: Point of Contact
- 2007: The Long Way Back (Kurzfilm)
- 2007: Ultimate Weapon (Kurzfilm)
- 2007: The Don of Virgil Jr. High (Kurzfilm)
- 2008: Hackett (Fernsehfilm)
- 2009: Freshmyn (Kurzfilm)
- 2009: Amok – Columbine School Massacre (April Showers)
- 2009: Catherine & Annie (Kurzfilm)
- 2009: Der Fall Ted Bundy – Serienkiller (Bundy: An American Icon)
- 2009: Mugging (Kurzfilm)
- 2010: Dreamkiller
- 2010: Zombie – Dead Undead (The Dead Undead)
- 2010: The Binds That Tie Us (Kurzfilm)
- 2010: Mia (Kurzfilm)
- 2010: Ohne jede Spur (Abandoned)
- 2010: The Steamroom
- 2010: The Aftermath: A 2012 Story
- 2010: Cruelle to be Kind (Kurzfilm)
- 2011: Solicitation (Fernsehfilm)
- 2011: Girls! Girls! Girls!
- 2011: A Hidden Agender
- 2012: Far (Kurzfilm)
- 2012: Electoral Emissions (Kurzfilm)
- 2012: Retroland
- 2013: The Ownership of the Ring (Kurzfilm)
- 2013: Wonder Woman (Kurzfilm)
- 2015: Mockingjay: Burn (Kurzfilm)
- 2015: Metroid: The Sky Calls (Kurzfilm)
- 2015: Selection (Kurzfilm)
- 2016: The Sable Corsair (Kurzfilm)
- 2016: Diani & Devine Meet the Apocalypse
- 2017: The Concessionaires Must Die!
- 2019: Live (Kurzfilm)
- 2019: Baby S (Kurzfilm)

#### Serien
- 2009: The Romantic Foibles of Esteban (Fernsehserie, Episode 1x03)
- 2010: Stalker Chronicles (Fernsehserie, Episode 2x02)
- 2010: First Edition (Fernsehserie, 9 Episoden)
- 2011: The Middle (Fernsehserie, Episode 2x12)
- 2011: Goodnight Burbank (Fernsehserie, 6 Episoden)
- 2011: Once Upon (Fernsehserie, 3 Episoden)
- 2011–2013: Geek Therapy (Fernsehserie, 12 Episoden)
- 2012–2014: BAMF Girls Club (Fernsehserie, 15 Episoden)
- 2013: LearningTown (Fernsehserie, Episode 1x01)
- 2014: Joy Ride (Fernsehserie, Episode 1x04)
- 2018–2019: Dell: Tales of Transformation (Fernsehserie, 4 Episoden)
- 2021: Ben Begley’s Big Bag of Bull$&%! (Fernsehserie, Episoden unbekannt)
- 2021: So, How’d You Get Here? (Fernsehserie, Episode 1x08)

### Als Regisseurin
- 2008: Groupidity (Fernsehfilm)
- 2009: Catherine & Annie (Kurzfilm)
- 2009: Intrepid Nothing (Kurzfilm)
- 2009: Damsels & Dragons (Fernsehserie, 4 Episoden)
- 2010: Fairly Criminal (Kurzfilm)
- 2011: Girls! Girls! Girls!
- 2011: Elf Sabers (Kurzfilm)
- 2013: Walk of Shame (Fernsehserie, Episode 1x06)
- 2013: The Reason: Work It Out (Musikvideo)
- 2013: The Ladies & The Gents (Fernsehserie, Episode 1x05)
- 2013: Or the Burrito Gets It! (Fernsehserie, Episoden unbekannt)
- 2013: The Ownership of the Ring (Kurzfilm)
- 2013: Wrestling with Parenthood (Kurzfilm)
- 2014–2016: Lady Bits (Fernsehserie, Episoden unbekannt)
- 2015: Vageniuses (Kurzfilm)
- 2015: The Barbie Vlog (Fernsehserie, Episoden unbekannt)
- 2015: Just in Time (Kurzfilm)
- 2016: Fight or Flight (Kurzfilm)
- 2016: Stalking LeVar (Fernsehserie, Episode 2x05)
- 2017: The Concessionaires Must Die!
- 2017: Protectress (Kurzfilm)
- 2017–2018: Whatta Lark (Fernsehserie, 10 Episoden)
- 2018: Barbie Vlogger (Fernsehserie, 22 Episoden)
- 2019: Pure (Kurzfilm)
- 2020: Blindspot (Fernsehserie, Episode 5x04)
- 2020–2021: Legacies (Fernsehserie, 3 Episoden)
- 2021: Kung Fu (Fernsehserie, Episode 1x04)
- 2021: Resident Evil Village (Videospiel)
- 2021–2022: Roswell, New Mexico (Fernsehserie, 2 Episoden)
- 2022: Back to Lyla
- 2022: Surfside Girls (Fernsehserie, 2 Episoden)
- 2022–2023: Walker (Fernsehserie, 2 Episoden)
- 2023: Gotham Knights (Fernsehserie, Episode 1x11)
- 2023: The Horror of Dolores Roach (Fernsehserie, 2 Episoden)
- 2023: Völlig zerstört (Obliterated, Fernsehserie, Episode 1x04)
- 2024: Diarra from Detroit (Fernsehserie, 2 Episoden)

### Als Stuntkoordinatorin
- 2007: Jar (Kurzfilm)
- 2008: Katy Perry: Hot ’N Cold (Musikvideo)
- 2008: Chris Cornell: Part of Me (Musikvideo)
- 2008: Janelle Monáe: Many Moons (Musikvideo)
- 2009: Amok – Columbine School Massacre
- 2010: Road Rage (Kurzfilm)
- 2011: Dead Space 2 (Videospiel)
- 2011: Goodnight Burbank (Fernsehserie, 3 Episoden)
- 2011: Elf Sabers (Kurzfilm, Kampfchoreographie)
- 2012: Nuclear Family (Fernsehfilm)
- 2012: American Citizen (Kurzfilm)
- 2013: 113 Degrees (Kurzfilm)
- 2014: Drink (Kurzfilm)
- 2014: Zombie 360 (Kurzfilm)
- 2015: Roseanna Pansino: Perfect Together (Kurzfilm)
- 2015: Shevenge (Kurzfilm)
- 2016: XOXO
- 2016: Swell (Kurzfilm)
- 2016: Auto Draft (Kurzfilm)
- 2016: Diani & Devine Meet the Apocalypse (Action Coordinator)
- 2016: Joy (Miniserie, Episode 1x01)
- 2016: Her Dark Past (Fernsehfilm)
- 2016: Stalking LeVar (Fernsehserie, Episode 2x05)
- 2017: Candle (Kurzfilm, Kampfkoordinatorin)
- 2017: The Midnight Man – Der Tod kommt um Mitternacht (The Midnight Man)
- 2018: No Trace (Kurzfilm)
- 2018: Lost Fare
- 2018: Orbital Redux (Fernsehserie, Episode 1x08)
- 2019: How Far (Kurzfilm)
- 2019: The Science of Mortal Combat (Miniserie, 6 Episoden)
- 2019: Live (Kurzfilm)
- 2019: Do Not Reply
- 2020: Leave Us Here (Kurzfilm)
- 2021: Senior Moment

### Als Stuntfrau
- 2007: Alien Agent
- 2008: Ninja Cheerleaders
- 2011: Transformers 3 (Transformers: Dark of the Moon)
- 2011: The Guild (Fernsehserie, Episode 5x11), Stuntfrau für Erin Gray
- 2011: Uncharted 3: Drake’s Deception (Videospiel), Stuntfrau für Claudia Black
- 2011: Star Wars: The Old Republic (Videospiel), Stuntfrau für den Charakter Satele Shan
- 2012: John Carter: Zwischen zwei Welten (John Carter)
- 2012: Call of Duty: Black Ops II (Videospiel)
- 2013: Bounty Killer
- 2013: True Blood (Fernsehserie, Episode 6x02), Stuntfrau für Jamie Gray Hyder
- 2013: Saints Row IV (Videospiel)
- 2014: Jinn
- 2014: Rizzoli & Isles (Fernsehserie, Episode 5x02), Stuntfrau für Angie Harmon
- 2014: The Bridge – America (Fernsehserie, 3 Episoden), Stuntfrau für Franka Potente und Stephanie Sigman
- 2014: Sunset Overdrive (Videospiel), Stuntfrau für alle weiblichen Charaktere
- 2015–2019: The Man in the High Castle (Fernsehserie, Episoden unbekannt), Stuntfrau für Conor Leslie
- 2015: Saints Row: Gat Out of Hell (Videospiel)
- 2015: The Order: 1886 (Videospiel)
- 2015: Childrens Hospital (Fernsehserie, Episode 6x07), Stuntfrau für Erinn Hayes
- 2015: Halo 5: Guardians (Videospiel), Stunfrau für die Charaktere Tanaka und Palmer
- 2019: Days Gone (Videospiel)
- 2020: Gears Tactics (Videospiel)

## Synchronrollen

### Filme
- 2003: Aufgetaut und nicht zu bremsen (The Archies in Jug Man) … als Betty Cooper
- 2003: Tom Spenders Reise durch die Zeit (Time Kid, Fernsehfilm) … als Lira
- 2008: Tinkerbell (Tinker Bell) … als Wendy
- 2011: The Velvet Mouse Show … als Sadie St. James
- 2011: Monster High: Fright on (Fernsehfilm) … als Toralei Stripe und Howleen Wolf
- 2012: Monster High: Monsterkrass verliebt (Monster High: Why Do Ghouls Fall in Love?, Fernsehfilm) … als Toralei Stripe, Howleen Wolf und Purrsephone
- 2012: Monster High: Flucht von der Schädelküste (Monster High: Escape from Skull Shores, Fernsehfilm) … als Toralei Stripe, Howleen Wolf und Elefantenmädchen #1
- 2012: Monster High: Wettrennen um das Schulwappen (Monster High: Friday Night Frights, Kurzfilm) … als Toralei Stripe und Howleen Wolf
- 2012: Monster High: Mega Monsterparty (Monster High: Ghouls Rule!, Fernsehfilm) … als Toralei Stripe und Howleen Wolf
- 2013: Monster High: Scaris – Monsterstadt der Mode (Monster High: Scaris, City of Frights, Fernsehfilm) … als Toralei Stripe und Howleen Wolf
- 2013: Monster High: From Fear to Eternity (Kurzfilm) … als Toralei Stripe
- 2013: Monster High: 13 Wünsche (Monster High: 13 Wishes, Fernsehfilm) … als Toralei Stripe und Howleen Wolf
- 2014: Monster High: Licht aus, Grusel an! (Monster High: Frights, Camera, Action!, Fernsehfilm) … als Toralei Stripe und Howleen Wolf
- 2014: Monster High: Fatale Fusion (Monster High: Freaky Fusion, Fernsehfilm) … als Toralei Stripe und Howleen Wolf
- 2015: Monster High: Verspukt – Das Geheimnis der Geisterketten (Monster High: Haunted, Fernsehfilm) … als Toralei Stripe
- 2015: Monster High: Buh York, Buh York (Monster High: Boo York, Boo York, Fernsehfilm) … als Toralei Stripe
- 2016: Monster High: Das große Schreckensriff (Monster High: Great Scarier Reef, Fernsehfilm) … als Toralei Stripe
- 2017: Teenage Mecha Ninja Turtles (Kurzfilm) … als Frida
- 2020: Barbie: Princess Adventure (Fernsehfilm) … als Barbie Roberts
- 2021: Barbie & Chelsea: Dschungel-Abenteuer (Barbie & Chelsea the Lost Birthday, Fernsehfilm) … als Barbie Roberts und Darbie
- 2021: Barbie: Bühne frei für große Träume (Barbie: Big City, Big Dreams, Fernsehfilm) … als Barbie „Malibu“ Roberts
- 2022: Barbie: Meerjungfrauen Power (Barbie: Mermaid Power, Fernsehfilm) … als Barbie „Malibu“ Roberts
- 2022: Barbie: Ein sagenhafter Roadtrip (Barbie: Epic Road Trip, Kurzfilm) … als Barbie „Malibu“ Roberts
- 2023: Barbie: Skipper und das große Babysitting Abenteuer (Barbie: Skipper and the Big Babysitting Adventure, Fernsehfilm) … als Barbie Roberts
- 2024: Barbie & Stacie – Eine Schwester für alle Fälle (Barbie & Stacie to the Rescue, Fernsehfilm) … als Barbie Roberts, Hazel und Tallulah
- 2025: Barbie & Teresa: Rezept für Freundschaft (Barbie & Teresa: Recipe for Friendship, Fernsehfilm) … als Barbie „Malibu“ Roberts

### Serien
- 1999–2000: Archie’s Weird Mysteries (Fernsehserie, 40 Episoden) … als Betty Cooper
- 2005: Trollz (Fernsehserie, 2 Episoden) … als Shale
- 2009: Damsels and Dragons (Fernsehserie, 5 Episoden) … als das Monster
- 2011: Monster High (Fernsehserie, Episode 2x01) … als Toralei Stripe
- 2015: The Barbie Vlog (Fernsehserie, Episoden unbekannt) … als Barbie Roberts
- 2015–2022: Barbie Vlogger (Fernsehserie, 189 Episoden) … als Barbie Roberts
- 2018–2020: Barbie – Traumvilla-Abenteuer (Barbie: Dreamhouse Adventures, Fernsehserie, 52 Episoden) … als Barbie Roberts
- 2019: Barbie: Dreamhouse Adventures – Go Team Roberts (Miniserie, 6 Episoden) … als Barbie Roberts
- 2021: Barbie: Fashion Fun for Everyone (Miniserie, 3 Episoden) … als Barbie Roberts
- 2021: Barbie Malibu Helper’s Club (Miniserie, 4 Episoden) … als Barbie Roberts
- 2021: Barbie Return to Dreamtopia (Miniserie, 6 Episoden) … als Barbie Roberts
- 2021: Barbie Ride ’N Style (Miniserie, 3 Episoden) … als Barbie Roberts
- 2021: Barbie Presents MEGA Barbie Adventures (Fernsehserie, Episoden unbekannt) … als Barbie Roberts
- 2021–2022: Barbie: Adventures in Malibu (Fernsehserie, 7 Episoden) … als Barbie „Malibu“ Roberts
- 2021–2022: Barbie 3D Dreamworld (Fernsehserie, 58 Episoden) … als Barbie „Malibu“ Roberts
- 2022: Barbie: Es braucht zwei (Barbie: It Takes Two, Fernsehserie, 22 Episoden) … als Barbie „Malibu“ Roberts
- 2022: Barbie Life in the City (Miniserie, 2 Episoden) … als Barbie „Malibu“ Roberts
- 2023: Barbie and Barbie on Set (Fernsehserie, Episoden unbekannt) … als Barbie „Malibu“ Roberts
- 2023–2024: Barbie: Ein verborgener Zauber (Barbie: A Touch of Magic, Fernsehserie, 26 Episoden) … als Barbie „Malibu“ Roberts und zusätzliche Stimmen
- 2023–2024: Monster High (Fernsehserie, 2 Episoden) … als Stheno Gorgon
- 2024: Barbie Doll Adventures (Fernsehserie, 22 Episoden) … als Barbie „Malibu“ Roberts

### Videospiele
- 2009: Marvel: Ultimate Alliance 2 … als Dagger
- 2011: Dead Space 2 … als verschiedene Stimmen
- 2011: Saints Row: The Third … als Pedestrian
- 2013: Saints Row IV … als The Voices of Virtual Steelport
- 2022: Gotham Knights … als Barbara Gordon / Batgirl

## Auszeichnungen
| Preisverleihung | Kategorie                                                        | Resultat  | Datum |
| --- | ---------------------------------------------------------------- | --------- | ----- |
| Auszeichnung des Catalina Film Festivals für Girls! Girls! Girls!, zusammen mit April Wade, Jenn Fee Catalino und Tracie Laymon                   | Best Feature Film                                                | Nominiert | 2011  |
| LA Femme Filmmaker Award des LA Femme International Film Festivals für Girls! Girls! Girls!, zusammen mit April Wade und Jenn Fee Catalino        | Best Feature Producer                                            | Gewonnen  | 2011  |
| Auszeichnung des Hollywood & Vine Film Festivals für den Kurzfilm Electoral Emissions, zusammen mit Brian James Crewe                             | Best Short Film                                                  | Gewonnen  | 2012  |
| Distinctive Achievement Award des Wild Rose Independent Film Festivals für das Ensemble des Kurzfilmes Far                                        | Best Ensemble Cast – Short Film                                  | Gewonnen  | 2012  |
| Screen Actors Guild Award für das Ensemble von Transformers 3                                                                                     | Outstanding Performance by a Stunt Ensemble in a Motion Picture  | Nominiert | 2012  |
| BTVA Special/DVD Voice Acting Award der Behind the Voice Actors Awards für das Ensemble von Monster High: Fatale Fusion                           | Best Vocal Ensemble in a TV Special/Direct-to-DVD Title or Short | Nominiert | 2015  |
| Broad Humor Award für die Regie von Just in Time                                                                                                  | Best Director                                                    | Gewonnen  | 2016  |
| AWTV Award (International Academy of Web Television Awards) für die Serie Whatta Lark, zusammen mit Tara Platt, Yuri Lowenthal und Allison Vanore | Best Comedy Series                                               | Nominiert | 2018  |
| AWTV Award (International Academy of Web Television Awards) für die Regie der Serie Whatta Lark                                                   | Best Directing (Comedy)                                          | Nominiert | 2018  |
| Auszeichnung des Artemis Women in Action Film Festivals für die Regie des Kurzfilmes Pure                                                         | Best Director – Short Film                                       | Gewonnen  | 2021  |
| Public-Voted Award der Women in Games Global Awards für ihre Rolle in Gotham Knights                                                              | Favourite Woman Game Protagonist                                 | Gewonnen  | 2022  |
| Creatve Spirit Award des Santa Fe Film Festivals                                                                                                  | Spirit of New Mexico                                             | Gewonnen  | 2022  |
| Creatve Spirit Award des Santa Fe Film Festivals                                                                                                  | Spirit of Santa Fe                                               | Gewonnen  | 2022  |